# Maß der baulichen Nutzung

Schematische Darstellung der Grundstücksausnutzung bei fünf verschiedenen Geschossflächenzahlen (obere Zeile, engl. floor area ratio – FAR) in Kombination mit den Grundflächenzahlen 0,25, 0,5 und 1 (linke Spalte, engl. building coverage ratio – BCR)

Das Maß der baulichen Nutzung gibt die zulässige oder tatsächliche Grundstücksausnutzung an und ist somit ein Kriterium für die mögliche Bebauungsdichte.
Das Maß der baulichen Nutzung ist ein wichtiges städtebauliches Steuerungsinstrument im deutschen öffentlichen Baurecht, speziell im Bauplanungsrecht und BauGB. Neben der „Art der baulichen Nutzung“ ist es das wichtigste Kriterium zur Beurteilung der Zulässigkeit eines Bauvorhabens im Geltungsbereich eines Bebauungsplans (B-Plan) oder innerhalb eines im Zusammenhang bebauten Ortsteils. Die gesetzlichen Definitionen und Richtwerte finden sich in §§ 16 ff. Baunutzungsverordnung (BauNVO).
Das Maß der baulichen Nutzung wird durch die Grundflächenzahl (abgekürzt GRZ), die Geschossflächenzahl (GFZ) und die Baumassenzahl (BMZ) sowie durch die Anzahl der Vollgeschosse oder die Höhe (z. B. Erdgeschossfußbodenhöhe, Traufhöhe, Firsthöhe) der baulichen Anlage bestimmt. Das zulässige Maß der baulichen Nutzung ergibt sich entweder durch die Festsetzungen eines Bebauungsplans oder innerhalb eines im Zusammenhang bebauten Ortsteils nach der Eigenart der näheren Umgebung (Einfügungsgebot).
In der Regel werden in einem Bebauungsplan Höchstmaße für die bauliche Nutzung festgesetzt. Diese dürfen vom konkreten Bauvorhaben unterschritten, aber nicht überschritten werden. In bestimmten Fällen können auch Mindestmaße oder zwingende Maße (für Vollgeschosse oder Gebäudehöhen) festgesetzt werden. Es besteht die Möglichkeit, im Rahmen des Baugenehmigungsverfahrens Ausnahmen oder Befreiungen von den festgesetzten Maßen zu beantragen.

## Grundflächenzahl (GRZ)
Die Grundflächenzahl (§ 19 BauNVO) gibt den Flächenanteil eines Baugrundstückes an, der überbaut werden darf; sie wird mit ein oder zwei Dezimalstellen angegeben.
Ein Beispiel:
- GRZ 0,3 = maximal 30 % der Grundstücksfläche dürfen überbaut werden

Prüfung bezüglich der Bebauung eines Grundstücks: Grundfläche der baulichen Anlagen (z. B. 140 m²) dividiert durch Fläche des Grundstückes (z. B. 500 m²) = 0,28. Die o. g. GRZ 0,30 wird somit vorschriftsgemäß nicht überschritten.
Bei der Ermittlung der GRZ nach § 19 BauNVO werden, beginnend mit der Fassung von 1990, die Grundflächen aller baulichen Anlagen, wie Gebäude, Nebenanlagen und befestigte Flächen voll angerechnet. Die zulässige Grundfläche darf durch die Nebenanlagen im Regelfall um bis zu 50 % überschritten werden (maximal aber nur bis GRZ 0,8). Bei der Ermittlung ist die dem Bebauungsplan-Erlass entsprechende BauNVO zu wählen. In früheren BauNVOen wurden die Zufahrten beispielsweise vernachlässigt, womit damals eine weitaus höhere Versiegelung der Grundstücksfläche als vorschriftsgemäß eingestuft werden konnte.

## Geschossflächenzahl (GFZ)
Die Geschossflächenzahl (§ 20 BauNVO), abgekürzt GFZ, gibt das Verhältnis der gesamten Geschossfläche aller Vollgeschosse der baulichen Anlagen auf einem Grundstück zu der Fläche des Baugrundstücks an. Die GFZ ist eine Größe der Dimension Zahl und wird mit ein oder zwei Dezimalstellen angegeben. Die Geschossfläche ist nach den Außenmaßen der Gebäude in allen Vollgeschossen zu ermitteln. Im Bebauungsplan kann festgesetzt werden, dass die Flächen von Aufenthaltsräumen in anderen Geschossen einschließlich der zu ihnen gehörenden Treppenräume und einschließlich ihrer Umfassungswände ganz oder teilweise mitzurechnen oder ausnahmsweise nicht mitzurechnen sind.
Beispielrechnung: Alle Geschossflächen zusammen (z. B. 400 m²) dividiert durch Fläche des Grundstücks (z. B. 500 m²) = 0,8
Beispiel: Ein Grundstück hat eine Fläche von 500 m² und eine GFZ von 1,0. Die Summe der Geschossfläche in allen auf dem Grundstück befindlichen Gebäuden darf somit ebenfalls 500 m² betragen. Man könnte beispielsweise ein viergeschossiges Gebäude mit jeweils 125 m² Geschossfläche pro Geschoss errichten (4 × 125 m² = 500 m²). Würde für dasselbe Grundstück eine GFZ von 0,5 gelten, wäre die maximal zulässige Summe der Geschossflächen 250 m² (500 m² × 0,5 = 250 m²). Bei einer GFZ von 1,2 dürfte eine maximale Geschossfläche von 600 m² errichtet werden (500 m² × 1,2 = 600 m²).

### GFZ-Praxis im Städtebau
| Ort                     | Baubeginn | GFZ  | Nettowohndichte |
| ----------------------- | --------- | ---- | --------------- |
| Karlsruhe-Waldstadt     | 1957      | 0,55 | 141 E/ha        |
| Mannheim-Vogelstang     | 1964      | 0,67 | 222 E/ha        |
| Frankfurt-Nordweststadt | 1963      | 0,85 | 330 E/ha        |
| München-Neuperlach      | 1967      | 0,96 | 320 E/ha        |
| Hamburg-Steilshoop      | 1970      | 1,12 | 404 E/ha        |
| Berlin-Gropiusstadt     | 1962      | 1,28 | 340 E/ha        |
| Heidelberg-Emmertsgrund | 1969      | 1,35 | 424 E/ha        |

Die GFZ veränderte den Städtebau des 20. Jahrhunderts erheblich. Nach den Mietskasernenvierteln der Gründerjahre mit ihrer innerstädtischen Blockbebauung (z. B. Meyers Hof) wurden sehr hohe Geschossflächenzahlen von knapp 4,0 erreicht. Die Charta von Athen versuchte, durch die Herabsetzung der GFZ diese Bauweise Mitte der 1920er Jahre nach dem Prinzip „Licht, Luft und Sonne“ zu ändern. Mit der Aufstellung der Baunutzungsverordnung nach dem Krieg sank dieser Wert als Folge des Zeilenbaus bis auf etwa 0,5 ab und pendelte sich später bei etwa 1,0 ein. Die Nettowohndichte bezieht sich jeweils auf den Ortsbereich, der im Rahmen des Großprojekts neu errichtet wurde.

## Baumassenzahl (BMZ)
Die Baumassenzahl (§ 21 BauNVO), abgekürzt BMZ, gibt an, wie viel Kubikmeter Baumasse je Quadratmeter Fläche eines Baugrundstücks zulässig oder vorhanden sind. Unter Baumasse versteht man alles vom Fußboden des untersten Vollgeschosses bis zur Decke des obersten Vollgeschosses. Diese Maßvorgabe findet praktisch nur in Gewerbe- und Industriegebieten für die Bewertung großer Lager- und Fertigungshallen Anwendung.
In Österreich gilt als Baumasse der Brutto-Rauminhalt über Terrain (Definition ÖNORM B 1800). Die Außenkanten des Bauwerks sind hier ausschlaggebend.
Die Verwendung des Begriffes „Masse“ für ein Volumen ist in der deutschen Bauindustrie üblich, widerspricht aber den Definitionen dieser Größen.